# Черней, Василий Иванович
Василий Иванович Черней — молдавский советский хозяйственный, государственный и политический деятель, Герой Социалистического Труда.

## Биография
Родился в 1925 году в селе Скумпия. Член КПСС.
Участник Великой Отечественной войны. С 1947 года — на хозяйственной, общественной и политической работе. В 1947—1977 гг. — колхозник, свинарь, заведующий свиноводческой фермой колхоза «Бируинца» Фалештского района Молдавской ССР
Указом Президиума Верховного Совета СССР от 22 марта 1966 года присвоено звание Героя Социалистического Труда с вручением ордена Ленина и золотой медали «Серп и Молот».
Умер в селе Скумпия в 1977 году.